# April Ross
Pour les articles homonymes, voir Ross.
April Elizabeth Ross, née le 20 juin 1982 à Costa Mesa (Californie), est une joueuse de beach-volley américaine.

## Biographie
Le samedi 6 juillet 2019, April Ross et sa compatriote Alix Klineman échouent en finale des Championnats du Monde de Hambourg, battues en finale par les Canadiennes Sarah Pavan et Melissa Humana-Paredes en deux sets (23-21, 23-21).

## Palmarès
- Jeux olympiques
  -  Médaille d'argent en 2012 à Londres avec Jennifer Kessy
  -   Médaille d'or en 2021 à Tokyo avec Alexandra Klineman

- Championnats du monde de beach-volley
  -  Médaille d'or en 2009 à Stavanger avec Jennifer Kessy
  -  Médaille d'argent en 2017 à Vienne avec Lauren Fendrick
  -  Médaille d'argent en 2019 à Hambourg avec Alexandra Klineman.